# Lanz-Museum Mitterrohrbach
Das Lanz-Museum Mitterrohrbach, eigentlich Lanzmuseum Leo Speer, ist ein privates Landmaschinenmuseum in Mitterrohrbach (Ortsteil von Rimbach), Niederbayern.

## Geschichte
Das Museum wurde vom Landmaschinensammler und -techniker Leonhard Speer, besser bekannt unter seinem Spitznamen „Lanz-Leo“, und seiner Ex-Frau und späteren Lebensgefährtin Edeltraud „Traudl“ Heller auf dem bis 1990 mit Ausstellungshallen erweiterten Privatanwesen in Mitterrohrbach eröffnet, nachdem Speers Sammlung 1980 zu groß geworden war für das ehemalige Anwesen in Nöham. Das Museum wird seit dem Tod von Leo Speer im März 2016 von seiner Witwe und nach deren Tod 2019 von seinem Sohn aktiv weitergeführt. Verschiedene Ausstellungsstücke aus dem Museum waren zum Beispiel im August 2016 auf dem Festival Brass-Wiesn ausgestellt, darunter auch ein vor Ort in Betrieb gesetzter Dampfschlepper.

## Sammlung
Den Schwerpunkt der Sammlung bilden Dampfmaschinen der Baujahre 1882 bis 1955 und historische Bulldogs der Firma Heinrich Lanz AG von 12 bis 60 PS der Baujahre 1923 bis 1958, worauf auch der Name des Museums zurückgeht, aber auch Maschinen anderer Hersteller.
Das Museum ist vorwiegend in die Bereiche Stationärmotoren, Dampfmaschinen, Traktoren und Dreschwagen gegliedert und zählt zu den bedeutendsten deutschen Privatsammlungen seiner Art. Unter anderem befindet sich im Museum Speers erster Bulldog, ein weiterer aus dem Baujahr 1937, den er früh vom Gut des Grafen Stauffenberg erworben hat und eine stationäre Dampfmaschine aus dem Jahr 1938 mit 500 PS im Kesselhaus.
Mit seinen Landwirtschaftsmaschinen nahm Speer auch an Landwirtschaftsfesten und Brauchtumsveranstaltungen teil und war unter anderem Darsteller in Filmproduktionen.

## Hoffest
Speer, der bereits 1960 als einer der Ersten Landmaschinenausstellungen und -treffen veranstaltete und arrangierte, veranstaltete seit seiner Eröffnung jährlich auf dem Museumsgelände das sogenannte Hoffest, bei dem Busse aus ganz Deutschland anreisen. Bei der 20. Austragung 2010 kamen rund 4000 Besucher.